# Compensación económica (Chile)
Compensación económica, en el Derecho chileno, es el nombre que recibe el derecho del cónyuge cuyo matrimonio ha terminado por divorcio o declaración de nulidad, y que ha sufrido un menoscabo económico como consecuencia de su dedicación al cuidado de sus hijos o a las labores propias del hogar común, que le impidió desarrollar una actividad remunerada o lucrativa durante el matrimonio o que solo se lo permitió realizar en menor medida de lo que podía o quería, para que el otro cónyuge le compense ese menoscabo económico. Este concepto emana de lo establecido en el artículo 61 de la Nueva Ley de Matrimonio Civil.
La regulación jurídica de la compensación económica se encuentra establecida en el párrafo 1° del capítulo VII de la Nueva Ley de Matrimonio Civil (Ley N° 19.947), que se titula "De la compensación económica", y que comprende los artículos 61 a 66 de dicho cuerpo legal.

## Fundamento
Existen distintas opiniones, no todas ellas excluyentes entre sí, sobre cuál es el fundamento de la compensación económica, que son, enunciados genéricamente:
- Corregir el desequilibrio económico en que pudieren quedar los cónyuges, considerando las posiciones de ambos al momento de contraer matrimonio, de desarrollarse este y con miras a la futura subsistencia de quienes están anulándose o divorciándose.
- Ayudar al cónyuge que se encuentre en estado de carencia frente a la vida posterior al matrimonio.
- Considerar como un trabajo, aquel que uno de los cónyuges ha desempeñado en favor de los hijos o el hogar común.
- Indemnizar los daños económicos que se puedan haber producido, tanto los que provengan de un hecho ilícito por parte del otro cónyuge, como el lucro cesante de no trabajar afuera, y los costos de oportunidad para desarrollarse en el ejercicio profesional.
- Indemnizar el daño moral ocasionado en el interior del matrimonio, o bien con ocasión de su ruptura.

El debate sobre el fundamento de la compensación económica no es baladí, ya que si se trata en verdad de una forma de indemnización, está afecta al régimen jurídico y tributario de las mismas.

## Características
- Procede en caso de terminarse el matrimonio por nulidad o divorcio. Por ende, no procede en el caso de separación.
- El monto fijado para la compensación económica, no se puede reducir a posteriori. En esto se diferencia de la pensión de alimentos, que sí puede variar de acuerdo a las circunstancias económicas del acreedor o del deudor.

### Renuncia del plazo
La Comisión redactora de la Ley de Matrimonio Civil examinó el problema de si el plazo para pagar la compensación económica era renunciable o no. Debatido el asunto, optó por la negativa. Por lo que el debate está abierto:
- Según la historia fidedigna de la ley, el plazo para pagar la compensación económica sería irrenunciable. De todos modos, no hay regla establecida en tal sentido.
- Por otra parte, al no haber regla especial, debería aplicarse las reglas generales sobre renuncia de los plazos, y en este caso no hay objeción, ya que el plazo está establecido en beneficio exclusivo del deudor.

### Transmisibilidad
La Comisión discutió también si era transmisible o no. En definitiva, opinó que no. Sin embargo, puede argumentarse que sí sería transmisible, por tratarse de una deuda hereditaria normal y corriente.

## Procedencia
La compensación económica procede cumpliéndose con los requisitos respectivos. Para esto, debe atenderse a si hay acuerdo o no.

### Procedencia bajo acuerdo válido entre cónyuges
Vale en principio lo que disponen los cónyuges sobre el particular. El artículo 63 de la Ley de Matrimonio Civil exige que los cónyuges sean mayores de edad, que el acuerdo conste en escritura pública o acta de avenimiento, y que sea aprobado por el tribunal.

### Procedencia ante falta de acuerdo
Puede suceder que no haya acuerdo entre los cónyuges, que éstos no sean mayores de edad, o que presentado al acuerdo al tribunal, este lo rechace. En ese caso, el juez mismo establece el monto de la compensación económica, cumpliéndose los siguientes requisitos:
- El matrimonio debe terminarse por divorcio o nulidad.
- Existencia de menoscabo económico para uno de los cónyuges. El artículo 62 de la Ley de Matrimonio Civil establece algunos parámetros para establecer esta existencia, así como su cuantía.
- El menoscabo debe proceder de que el cónyuge se ha visto imposibilitado de realizar una actividad económica remunerada, o ha debido hacerla en menor medida de lo que podía o quería.
- La causa del menoscabo debe ser consecuencia de haberse dedicado al cuidado de los hijos o del hogar común.
- El cónyuge beneficiario no debe haber dado causa para el divorcio. El inciso 2° del artículo 62 establece que el juez puede denegar o disminuir prudencialmente la compensación económica, si el cónyuge beneficiario ha dado lugar a la causal de disolución del matrimonio.